# Piero Sraffa
Piero Sraffa (5. srpna 1898 Turín – 3. září 1983 Cambridge) byl italský ekonom. Nejvýznamnějším Sraffovým dílem je práce Production of Commodities by Means of Commodities („Výroba zboží pomocí zboží“). Publikována byla v roce 1960. Je považována za zakladatelské dílo neo-ricardiánství (pokračování ekonomických myšlenek Davida Ricarda). Sraffovy koncepce využívají i někteří post-keynesiáni.

## Životopis
Narodil se v zámožné židovské rodině. Jeho otec Angelo Sraffa (1865–1937) byl profesorem obchodního práva na univerzitě v Miláně.
V letech 1921–1922 studoval v Londýně na London School of Economics. V roce 1922 byl jmenován ředitelem oddělení provinční práce v Miláně, pak působil jako profesor politické ekonomie nejprve v Perugii, a později v Cagliari na Sardinii. Zde se setkal s Antoniem Gramscim, vedoucí osobností Italské komunistické strany a významným marxistickým teoretikem. Stali se blízkými přáteli a byl to právě Sraffa, kdo mu do vězení později nosil tužky a papíry, aby mohl Gramsci sepsat své proslulé zápisky z vězení. Také byl v kontaktu s Filippem Turatim, vůdcem italské Socialistické strany.
V roce 1927 přivedl Sraffu ekonom John Maynard Keynes na Univerzitu v Cambridgi, kde byl později jmenován knihovníkem. To mu umožnilo věnovat se rozsáhlému sbírání a editování spisů Davida Ricarda. V Cambridgi byl členem neformálního diskusního „Kavárenského klubu“, který tvořili ještě Frank Ramsey a Ludwig Wittgenstein. V předmluvě ke své slavné knize Philosophische Untersuchungen Wittgenstein píše, že za myšlenky v ní vděčí zejména diskusím se Sraffou.
Jeho slavná knihovna obsahovala více než 8000 svazků, v současnosti je její část v knihovně Trinity College. V roce 1972 mu byl udělen čestný doktorát v Paříži a v roce 1976 získal další z univerzity v Madridu.